# Wellington (Texas)
Wellington è una città ed è il capoluogo della contea di Collingsworth, Texas, Stati Uniti. Al censimento del 2010, la popolazione era di 2.189 abitanti.

## Geografia fisica
Secondo lo United States Census Bureau, ha un'area totale di 1,4 mi² (3,63 km²).

## Società

### Evoluzione demografica
Secondo il censimento del 2000, c'erano 2.275 persone, 906 nuclei familiari e 615 famiglie residenti nella città. La densità di popolazione era di 1.670,4 persone per miglio quadrato (645,9/km²). C'erano 1.162 unità abitative a una densità media di 853,2 per miglio quadrato (329,9/km²). La composizione etnica della città era formata dal 75,87% di bianchi, il 6,95% di afroamericani, l'1,05% di nativi americani, lo 0,22% di asiatici, il 13,23% di altre razze, e il 2,68% di due o più etnie. Ispanici o latinos di qualunque razza erano il 25,10% della popolazione.
C'erano 906 nuclei familiari di cui il 31,5% aveva figli di età inferiore ai 18 anni, il 52,5% erano coppie sposate conviventi, l'11,4% aveva un capofamiglia femmina senza marito, e il 32,1% erano non-famiglie. Il 30,7% di tutti i nuclei familiari erano individuali e il 20,0% aveva componenti con un'età di 65 anni o più che vivevano da soli. Il numero di componenti medio di un nucleo familiare era di 2,45 e quello di una famiglia era di 3,08.
La popolazione era composta dal 28,4% di persone sotto i 18 anni, il 6,9% di persone dai 18 ai 24 anni, il 23,5% di persone dai 25 ai 44 anni, il 19,5% di persone dai 45 ai 64 anni, e il 21,8% di persone di 65 anni o più. L'età media era di 38 anni. Per ogni 100 femmine c'erano 89,6 maschi. Per ogni 100 femmine dai 18 anni in giù, c'erano 82,5 maschi.
Il reddito medio di un nucleo familiare era di 23.260 dollari, e quello di una famiglia era di 30.257 dollari. I maschi avevano un reddito medio di 25.143 dollari contro i 15.368 dollari delle femmine. Il reddito pro capite era di 13.997 dollari. Circa il 17,4% delle famiglie e il 22,5% della popolazione erano sotto la soglia di povertà, incluso il 32,2% di persone sotto i 18 anni e il 20,1% di persone di 65 anni o più.
Secondo il censimento del 2010, la popolazione era di 2.189 abitanti.

### Etnie e minoranze straniere
Secondo il censimento del 2010, la composizione etnica della città era formata dal 73,0% di bianchi, il 5,6% di afroamericani, l'1,3% di nativi americani, lo 0,1% di asiatici, lo 0,0% di oceanici, il 15,4% di altre razze, e il 4,5% di due o più etnie. Ispanici o latinos di qualunque razza erano il 34,6% della popolazione.